# Kodeks 077
Kodeks 077 (Gregory-Aland no. 077),  α1008 (von Soden) – grecki kodeks uncjalny Nowego Testamentu na pergaminie, paleograficznie datowany na V wiek. Rękopis przechowywany jest w Klasztorze św. Katarzyny (Harris App. 5) na Synaju.

## Opis
Do dziś zachował się jedynie fragment jednej karty kodeksu, z tekstem Dziejów Apostolskich 13,18-29. Tekst pisany jest dwoma kolumnami na stronę, 23 linijek w kolumnie. Stosuje przydechy i akcenty, nomina sacra pisane są skrótami. Skryba nie był dokładny, opuszcza niektóre słowa i litery.
Grecki tekst kodeksu przekazuje tekst aleksandryjski Kurt Aland zaklasyfikował go do kategorii II.
Rękopis odkrył Rendel Harris i sporządził pierwszy jego opis w 1894.